# سانچو لیتل
سانچو لیتل (انگلیسی: Sancho Lyttle؛ زادهٔ ۲۰ سپتامبر ۱۹۸۳) بازیکن بسکتبال اهل سنت وینسنت و گرنادین‌ها است که برای تیم ملی بسکتبال زنان اسپانیا بازی می‌کرد. او در پُست فوروارد قدرتی بازی می‌کرد و یکی از برترین مدافعان و ریباندکنندگان در اتحادیه ملی بسکتبال زنان (WNBA) بود. لیتل در طول دوران حرفه‌ای خود برای تیم‌هایی مانند آتلانتا دریم، هیوستون کامتس و فینکس مرکوری بازی کرد و چندین عنوان قهرمانی در لیگ‌های اروپایی و یورولیگ زنان به دست آورد. او به دلیل دفاع قوی، هوش بازی و توانایی ریباند بالا به عنوان یکی از بهترین فورواردهای نسل خود شناخته می‌شود.
از باشگاه‌هایی که در آن بازی کرده است می‌توان به آتلانتا دریم و فینکس مرکوری اشاره کرد.
وی در مسابقات کشوری و بین‌المللی در مجموع برندهٔ ۲ مدال طلا، ۱ مدال نقره، ۱ مدال برنز شده است.